# Healdsburg
Healdsburg és una població dels Estats Units a l'estat de Califòrnia. Segons el cens del 2000 tenia 10.722 habitants.

## Demografia
Segons el cens del 2000, Healdsburg tenia 10.722 habitants, 3.968 habitatges, i 2.702 famílies. La densitat de població era de 1.101 habitants/km².
Dels 3.968 habitatges en un 33% hi vivien nens de menys de 18 anys, en un 52,2% hi vivien parelles casades, en un 11,4% dones solteres, i en un 31,9% no eren unitats familiars. En el 25,9% dels habitatges hi vivien persones soles el 12,1% de les quals corresponia a persones de 65 anys o més que vivien soles. El nombre mitjà de persones vivint en cada habitatge era de 2,69 i el nombre mitjà de persones que vivien en cada família era de 3,23.
Per edats la població es repartia de la següent manera: un 26% tenia menys de 18 anys, un 8,9% entre 18 i 24, un 26,5% entre 25 i 44, un 24,5% de 45 a 60 i un 14,1% 65 anys o més.
L'edat mediana era de 37 anys. Per cada 100 dones de 18 o més anys hi havia 90,8 homes.
La renda mediana per habitatge era de 48.995 $ i la renda mediana per família de 55.386 $. Els homes tenien una renda mediana de 38.977 $ mentre que les dones 32.015 $. La renda per capita de la població era de 22.245 $. Entorn del 6,6% de les famílies i el 9,4% de la població estaven per davall del llindar de pobresa.

## Poblacions més properes
El següent diagrama mostra les poblacions més properes.